# Jaume Conejero Romagosa
Jaume Conejero Romagosa (Barcelona, 1954) és entrenador i dirigent d'handbol.
Exjugador i entrenador d'handbol i dirigent d'àmplia trajectòria, va ser elegit president de la Federació Catalana d'Handbol el mes de juliol de 1993 com a candidat únic, va ser reelegit el 1997 i el 2001, i el mes de juny de 2005 va deixar el càrrec i no es va presentar a la reelecció. Va jugar a handbol fins al Roca Radiadors, posteriorment va entrenar equips de base del BM Gavà i de l'escola d'handbol, amb el Rancho Castelldefels aconseguí el subcampionat de la Divisió d'Honor femenina, i entrenador del CH Sant Cugat i de l'handbol Catalunya femení. Ha estat un dels principals docents en les escoles d'entrenadors de Catalunya, el 1991 fou el director del curs nacional d'Entrenadors d'Handbol a Barcelona. A partir de 1982, sota la presidència de Joaquim Borràs, es va vincular a la Federació Barcelonesa d'Handbol com a responsable del seu Comitè Tècnic, després va ser seleccionador català en diverses categories i membre de la Junta Directiva de la Federació Catalana durant el mandat de Joan Casellas, i quan Josep Maria Mesalles va accedir al càrrec de president es va convertir en el vicepresident. Durant el seu mandat va crear el Parc Esportiu Guiera a Cerdanyola del Vallès, i mentre va ser president també va ser vicepresident de la Federació Espanyola. Al mateix temps, també va entrar a la Junta Directiva de la Unió de Federacions Esportives de Catalunya com a vocal el 1993 i des del 1998 n'ocupa la vicepresidència, va ser vocal del Consell Directiu de l'Associació Catalana de Dirigents de l'Esport i vocal del Consell Directiu de l'Associació Catalana de Gestors Esportius Professionals. En l'àmbit professional va ser gerent del Patronat Municipal d'Esports de l'Ajuntament de Gavà de 1978 a 1985, després va ser regidor d'aquest mateix ajuntament i vicepresident del Consell de la Ciutat, i el 2006 va ser durant set mesos director de Projecció Exterior de l'Esport de la Generalitat de Catalunya. El 2009 també va ser membre de la Comissió Esportiva de la secció d'handbol del FC Barcelona.